# 全国高等学校野球選手権大阪大会
全国高等学校野球選手権大阪大会（ぜんこくこうとうがっこうやきゅうせんしゅけんおおさかたいかい）は、大阪府で行われる全国高等学校野球選手権大会（夏の甲子園大会）の地方大会。

## 概要
1998年の第80回記念大会から大会回数下1桁が0となる記念大会の年に限り、北大阪大会と南大阪大会がそれぞれ行われて2代表制となる。
1999年の第81回大会以来、例年の大会でも3回戦までは北地区と南地区に分かれて行われ、南北16校ずつの32強による4回戦以降は境をなくして行われる。組み合わせ抽選は、3回戦まで、4・5回戦、準々決勝以降の計3回行われていたが、2024年の第106回大会では先を見通しやすくするために、3回戦まで、4回戦以降の計2回に変更された。
- 北地区
  - 大阪市は此花区 - 港区 - 西区 - 中央区 - 東成区以北
  - その他の市町村は大東市以北（豊能・三島・北河内）

- 南地区
  - 大阪市は住之江区 - 大正区 - 浪速区 - 天王寺区 - 生野区以南
  - その他の市町村は東大阪市以南（中河内・南河内・泉北・泉南）

2020年の第102回大会までシード制を採用しておらず、同制度を採用しない最後の地方大会として残っていたが、2021年の第103回大会から採用された（当初は2020年より採用予定であったが新型コロナウイルスの影響により先送りとなった）。春季近畿地区高等学校野球大会大阪府予選の16強がシード校となり、1回戦の勝者と2回戦から当たるシード権が付与される。シード校も学校所在地によって北地区と南地区に分かれるため、どちらかの地区に偏在する可能性がある。第103回大会では北地区に7校、南地区に9校となった。また原則として3回戦まではシード校の直接対決が行われないように組み分けを配慮する。
大阪大会特有の事情として、鳴り物を使用した応援を禁止している。藤井寺球場が鳴り物禁止だったことや、他にも周囲に住宅街がある球場が存在することから、1980年に大阪府高野連が騒音防止のため各球場とも鳴り物を使用した応援を禁止した。「全選手が同じ環境で試合ができなければ不公平」との理由で周囲への影響がなさそうな球場であっても禁止している。大会規定でも「多数が音のでるものを打ちたたいての応援やメガホンまがいのものを用いて一斉に大声を出しての応援を禁止する」と明記されている。これは大阪府高野連が主催する春や秋の大会でも同様となっている。かつてはユニフォームについても規制が厳しく、白地を基本としていたために、それ以外の色やピンストライプなどを入れたりすることができず、強豪大学の付属校であっても、他県の系列校と異なるシンプルなものを着用していた（甲子園出場など、大阪府高等学校野球連盟が管轄しない試合の際には白地以外を着用することは認められた）。現在は他府県と同様な範囲に緩和されている。
点数の差によるコールドゲームの宣告は「5・6回の攻撃完了時に10点差以上、または7・8回の攻撃完了時に7点差以上が付いた場合」（決勝戦は適用せず）としており、延長戦は10回からタイブレーク方式で、それぞれのイニング、ノーアウト1・2塁（前イニングの最終打者とその前の打者）の状態から再開する。

## 使用球場

### 現在
- 大阪シティ信用金庫スタジアム
  - 決勝・閉会式まで使用。※ 2025年（第107回大会）は使用しない[9]。
- GOSANDO南港野球場
  - 準々決勝まで使用。※ 2025年（第107回大会）は決勝・閉会式まで使用。
- 万博記念公園野球場
  - 5回戦まで使用。
- くら寿司スタジアム堺
  - 5回戦まで使用。※ 2025年（第107回大会）は準々決勝まで使用。
- 住之江公園野球場
  - 3回戦まで使用。
- 豊中ローズ球場
  - 3回戦まで使用。※ 2025年（第107回大会）は5回戦まで使用。
- 久宝寺緑地野球場
  - 3回戦まで使用。
- 京セラドーム大阪
  - 開会式・開幕試合で使用。

### 過去
- 京阪グラウンド（1924年 - 1933年）
- 藤井寺球場（1931年 - 2004年）
- 日生球場（1951年 - 1997年）
- 大阪球場（1951年 - 1990年）
- 松下球場（1962年 - 1983年）
- 奈良市鴻ノ池球場・阪急西宮球場（1991年 - 1993年頃）：大阪球場の野球場機能停止に伴い球場不足となったための越県開催処置。
- 寝屋川公園野球場（1992年 - 2009年）
- 花園中央公園野球場（2014年 - 2023年）

## 大会結果
- 校数について、連合チームは1校として数える。
- 1915年（第1回大会）は奈良県・和歌山県・大阪府を対象に関西大会が行われ、大阪府勢は優勝を逃した。翌年から紀和大会と大阪大会に分割された。

| 年度（大会）          | 校数 | 優勝校       | 決勝スコア | 準優勝校       | 備考       | 全国大会成績 |
| --------------------- | ---- | ------------ | ---------- | -------------- | ---------- | ------------ |
| 1916年（第2回大会）   | 10   | 市岡中       | 2x - 1     | 桃山中         |            | 準優勝       |
| 1917年（第3回大会）   | 9    | 明星商       | 11 - 10    | 北野中         |            | ベスト8      |
| 1918年（第4回大会）   | 12   | 市岡中       | 5 - 3      | 北野中         |            | （中止）     |
| 1919年（第5回大会）   | 12   | 市岡中       | 2x - 1     | 明星商         |            | 初戦敗退     |
| 1920年（第6回大会）   | 14   | 明星商       | 5 - 1      | 北野中         |            | ベスト8      |
| 1921年（第7回大会）   | 11   | 市岡中       | 17 - 4     | 桃山中         |            | 初戦敗退     |
| 1922年（第8回大会）   | 17   | 市岡中       | 3 - 0      | 堺中           |            | 初戦敗退     |
| 1923年（第9回大会）   | 19   | 明星商       | 10 - 0     | 岸和田中       |            | 初戦敗退     |
| 1924年（第10回大会）  | 21   | 市岡中       |            |                | [ 11 ]     | ベスト8      |
| 1925年（第11回大会）  | 24   | 市岡中       | 12 - 3     | 八尾中         |            | 初戦敗退     |
| 1926年（第12回大会）  | 25   | 浪華商       | 4x - 3     | 高津中         |            | 初戦敗退     |
| 1927年（第13回大会）  | 26   | 北野中       | 9 - 4      | 八尾中         |            | 2回戦        |
| 1928年（第14回大会）  | 28   | 豊中中       | 7 - 1      | 北野中         |            | 初戦敗退     |
| 1929年（第15回大会）  | 31   | 市岡中       | 7 - 1      | 八尾中         |            | ベスト8      |
| 1930年（第16回大会）  | 32   | 浪華商       | 7 - 0      | 八尾中         |            | 初戦敗退     |
| 1931年（第17回大会）  | 32   | 八尾中       | 8 - 7      | 浪華商         |            | 初戦敗退     |
| 1932年（第18回大会）  | 35   | 八尾中       | 4 - 3      | 浪華商         |            | ベスト8      |
| 1933年（第19回大会）  | 35   | 浪華商       | 6x - 5     | 日新商         | 延長12回   | 2回戦        |
| 1934年（第20回大会）  | 35   | 市岡中       | 4 - 1      | 浪華商         |            | ベスト4      |
| 1935年（第21回大会）  | 35   | 日新商       | 3 - 0      | 浪華商         |            | 2回戦        |
| 1936年（第22回大会）  | 34   | 京阪商       | 3 - 1      | 日新商         |            | ベスト8      |
| 1937年（第23回大会）  | 37   | 浪華商       | 4 - 0      | 京阪商         |            | 初戦敗退     |
| 1938年（第24回大会）  | 35   | 京阪商       | 8 - 1      | 日新商         |            | ベスト8      |
| 1939年（第25回大会）  | 34   | 京阪商       | 3 - 2      | 浪華商         |            | 初戦敗退     |
| 1940年（第26回大会）  | 34   | 市岡中       | 5 - 0      | 扇町商         |            | ベスト4      |
| 1941年（第27回大会）  | 32   | 日新商       | 1x - 0     | 浪華商         | 延長14回   | （中止）     |
| 1946年（第28回大会）  | 54   | 浪華商       | 3 - 2      | 日新商         |            | 優勝         |
| 1947年（第29回大会）  | 53   | 浪華商       | 4 - 0      | 茨木中         |            | 初戦敗退     |
| 1948年（第30回大会）  | 80   | 天王寺       | 2 - 1      | 北野           |            | 初戦敗退     |
| 1949年（第31回大会）  | 93   | 高津         | 3 - 2      | 八尾           |            | 初戦敗退     |
| 1950年（第32回大会）  | 91   | 泉大津       | 2 - 0      | 西野田工       |            | 初戦敗退     |
| 1951年（第33回大会）  | 93   | 都島工       | 6 - 1      | 浪華商         |            | ベスト8      |
| 1952年（第34回大会）  | 96   | 八尾         | 2 - 0      | 明星           |            | 準優勝       |
| 1953年（第35回大会）  | 94   | 浪華商       | 6 - 1      | 岸和田         |            | ベスト8      |
| 1954年（第36回大会）  | 94   | 泉陽         | 3 - 0      | 興国商         |            | ベスト8      |
| 1955年（第37回大会）  | 93   | 浪華商       | 4x - 3     | 興国商         | 延長16回   | 初戦敗退     |
| 1956年（第38回大会）  | 96   | 浪華商       | 2 - 0      | 清水谷         |            | ベスト8      |
| 1957年（第39回大会）  | 98   | 寝屋川       | 4 - 2      | 泉尾工         |            | 2回戦        |
| 1958年（第40回大会）  | 101  | 浪華商       | 5 - 4      | 寝屋川         |            | 初戦敗退     |
| 1959年（第41回大会）  | 102  | 八尾         | 1 - 0      | 阿倍野         |            | ベスト4      |
| 1960年（第42回大会）  | 102  | 浪商         | 3x - 2     | 桃山学院       |            | 2回戦        |
| 1961年（第43回大会）  | 102  | 浪商         | 9 - 0      | 明星           |            | 優勝         |
| 1962年（第44回大会）  | 102  | PL学園       | 5 - 2      | 興国商         |            | 2回戦        |
| 1963年（第45回大会）  | 102  | 明星         | 4 - 1      | PL学園         |            | 優勝         |
| 1964年（第46回大会）  | 110  | 明星         | 9 - 0      | PL学園         |            | 初戦敗退     |
| 1965年（第47回大会）  | 112  | 大鉄         | 6 - 2      | 興国           | 延長10回   | 初戦敗退     |
| 1966年（第48回大会）  | 114  | 北陽         | 4 - 0      | 桜塚           |            | 2回戦        |
| 1967年（第49回大会）  | 113  | 明星         | 11 - 1     | PL学園         |            | 初戦敗退     |
| 1968年（第50回大会）  | 114  | 興国         | 10 - 2     | 岸和田         |            | 優勝         |
| 1969年（第51回大会）  | 115  | 明星         | 1 - 0      | 浪商           |            | 2回戦        |
| 1970年（第52回大会）  | 117  | PL学園       | 8 - 1      | 北陽           |            | 準優勝       |
| 1971年（第53回大会）  | 118  | PL学園       | 4 - 3      | 浪商           |            | 初戦敗退     |
| 1972年（第54回大会）  | 121  | 明星         | 10 - 0     | 河南           |            | ベスト8      |
| 1973年（第55回大会）  | 123  | 北陽         | 3 - 2      | PL学園         |            | ベスト8      |
| 1974年（第56回大会）  | 124  | PL学園       | 2 - 0      | 興国           |            | 初戦敗退     |
| 1975年（第57回大会）  | 133  | 興国         | 2 - 0      | 北陽           |            | 2回戦        |
| 1976年（第58回大会）  | 135  | PL学園       | 6 - 4      | 大鉄           |            | 準優勝       |
| 1977年（第59回大会）  | 135  | 大鉄         | 6 - 2      | 北陽           |            | ベスト4      |
| 1978年（第60回大会）  | 138  | PL学園       | 9 - 3      | 近大付         |            | 優勝         |
| 1979年（第61回大会）  | 139  | 浪商         | 9 - 3      | PL学園         |            | ベスト4      |
| 1980年（第62回大会）  | 144  | 北陽         | 5 - 2      | 近大付         |            | 初戦敗退     |
| 1981年（第63回大会）  | 147  | 北陽         | 2 - 0      | 近大付         |            | 3回戦        |
| 1982年（第64回大会）  | 152  | 春日丘       | 9 - 1      | 近大付         |            | 2回戦        |
| 1983年（第65回大会）  | 155  | PL学園       | 5 - 3      | 桜宮           |            | 優勝         |
| 1984年（第66回大会）  | 163  | PL学園       | 4 - 0      | 大阪産大高     |            | 準優勝       |
| 1985年（第67回大会）  | 167  | PL学園       | 17 - 0     | 東海大仰星     |            | 優勝         |
| 1986年（第68回大会）  | 173  | 泉州         | 6 - 2      | 大商大堺       |            | 初戦敗退     |
| 1987年（第69回大会）  | 173  | PL学園       | 1x - 0     | 近大付         |            | 優勝         |
| 1988年（第70回大会）  | 175  | 近大付       | 2 - 0      | 桜宮           |            | 初戦敗退     |
| 1989年（第71回大会）  | 178  | 上宮         | 6 - 3      | 近大付         |            | ベスト8      |
| 1990年（第72回大会）  | 181  | 渋谷         | 6 - 4      | 上宮           |            | 初戦敗退     |
| 1991年（第73回大会）  | 183  | 大阪桐蔭     | 8 - 4      | 近大付         |            | 優勝         |
| 1992年（第74回大会）  | 186  | 近大付       | 6 - 4      | 春日丘         |            | 2回戦        |
| 1993年（第75回大会）  | 186  | 近大付       | 6 - 3      | PL学園         |            | 2回戦        |
| 1994年（第76回大会）  | 184  | 北陽         | 5 - 3      | 近大付         |            | 3回戦        |
| 1995年（第77回大会）  | 187  | PL学園       | 8 - 4      | 市岡           |            | ベスト8      |
| 1996年（第78回大会）  | 187  | PL学園       | 9 - 5      | 上宮           |            | 3回戦        |
| 1997年（第79回大会）  | 185  | 履正社       | 2 - 1      | 関大一         |            | 初戦敗退     |
| 1998年（第80回大会）  | 北90 | 関大一       | 4 - 0      | 桜塚           |            | ベスト8      |
| 1998年（第80回大会）  | 南95 | PL学園       | 2 - 1      | 上宮           |            | ベスト8      |
| 1999年（第81回大会）  | 184  | 北陽         | 7 - 2      | 上宮太子       |            | 初戦敗退     |
| 2000年（第82回大会）  | 186  | PL学園       | 4 - 2      | 履正社         |            | 3回戦        |
| 2001年（第83回大会）  | 187  | 上宮太子     | 6 - 5      | 大阪桐蔭       | 延長11回   | 初戦敗退     |
| 2002年（第84回大会）  | 189  | 大阪桐蔭     | 5 - 1      | 初芝           |            | 初戦敗退     |
| 2003年（第85回大会）  | 193  | PL学園       | 8 - 7      | 大商大堺       |            | 2回戦        |
| 2004年（第86回大会）  | 190  | PL学園       | 4 - 4      | 大阪桐蔭       | 延長15回   | 初戦敗退     |
| 2004年（第86回大会）  | 190  | PL学園       | 13 - 7     | 大阪桐蔭       | 再試合     | 初戦敗退     |
| 2005年（第87回大会）  | 191  | 大阪桐蔭     | 15 - 3     | 大商大堺       |            | ベスト4      |
| 2006年（第88回大会）  | 188  | 大阪桐蔭     | 4 - 3      | 金光大阪       | 延長12回   | 2回戦        |
| 2007年（第89回大会）  | 187  | 金光大阪     | 4 - 3      | 大阪桐蔭       |            | 初戦敗退     |
| 2008年（第90回大会）  | 北91 | 大阪桐蔭     | 2 - 0      | 履正社         |            | 優勝         |
| 2008年（第90回大会）  | 南94 | 近大付       | 8x - 7     | PL学園         | 延長12回   | 初戦敗退     |
| 2009年（第91回大会）  | 185  | PL学園       | 10 - 0     | 関大北陽       |            | 3回戦        |
| 2010年（第92回大会）  | 186  | 履正社       | 3 - 0      | 大体大浪商     |            | 3回戦        |
| 2011年（第93回大会）  | 187  | 東大阪大柏原 | 7x - 6     | 大阪桐蔭       |            | 2回戦        |
| 2012年（第94回大会）  | 181  | 大阪桐蔭     | 10 - 8     | 履正社         |            | 優勝         |
| 2013年（第95回大会）  | 179  | 大阪桐蔭     | 5 - 1      | 履正社         |            | 3回戦        |
| 2014年（第96回大会）  | 180  | 大阪桐蔭     | 9 - 1      | PL学園         |            | 優勝         |
| 2015年（第97回大会）  | 180  | 大阪偕星     | 4 - 3      | 大体大浪商     |            | 2回戦        |
| 2016年（第98回大会）  | 177  | 履正社       | 12 - 0     | 金光大阪       |            | 3回戦        |
| 2017年（第99回大会）  | 176  | 大阪桐蔭     | 10 - 8     | 大冠           |            | 3回戦        |
| 2018年（第100回大会） | 北88 | 大阪桐蔭     | 23 - 2     | 大阪学院大高   |            | 優勝         |
| 2018年（第100回大会） | 南87 | 近大付       | 2 - 0      | 大商大堺       |            | 初戦敗退     |
| 2019年（第101回大会） | 174  | 履正社       | 7 - 2      | 金光大阪       |            | 優勝         |
| 2020年（第102回大会） | N/A  | 中止         | 中止       | 中止           | 独自大会   | 中止         |
| 2021年（第103回大会） | 167  | 大阪桐蔭     | 4x - 3     | 興国           |            | 2回戦        |
| 2022年（第104回大会） | 165  | 大阪桐蔭     | 7 - 0      | 履正社         |            | ベスト8      |
| 2023年（第105回大会） | 159  | 履正社       | 3 - 0      | 大阪桐蔭       |            | 3回戦        |
| 2024年（第106回大会） | 155  | 大阪桐蔭     | 3 - 1      | 東海大大阪仰星 |            | 2回戦        |
| 2025年（第107回大会） | 152  | 東大阪大柏原 | 6 - 5      | 大阪桐蔭       | 延長10回TB | 初戦敗退     |

## 令和2年大阪府高等学校野球大会
2020年に開催予定の第102回全国高等学校野球選手権大会が新型コロナウイルス感染症の流行により、本大会と全ての地方大会が中止となった事に伴う大阪府独自の代替大会として「令和2年大阪府高等学校野球大会」が7月18日から8月10日まで参加169チームで開催された。大会はトーナメント方式で4回戦以降は再抽選となる。ベンチ入りメンバーは20人まで、試合観戦は控え部員および部員の保護者に限られた。大会は雨天中止が相次いだこともあり準決勝終了をもって打ち切りとなった。
|  | 準々決勝         | 準々決勝 |                      |  | 準決勝 | 準決勝 |
|  |                  |          |                      |  |        |        |
|  | 8月9日：延長10回 |          |                      |  |        |        |
|  | 大阪学院大       | 9        |                      |  |        |        |
|  | 近大付           | 6        |                      |  |        |        |
|  |                  |          | 8月10日：5回コールド |  |        |        |
|  | 大阪学院大       | 2        |                      |  |        |        |
|  |                  | 関大北陽 | 17                   |  |        |        |
|  | 8月9日           |          |                      |  |        |        |
|  | 関大北陽         | 1        |                      |  |        |        |
|  | 興国             | 0        |                      |  |        |        |

|  | 準々決勝            | 準々決勝 |         |  | 準決勝 | 準決勝 |
|  |                     |          |         |  |        |        |
|  | 8月9日：5回コールド |          |         |  |        |        |
|  | 大阪桐蔭            | 15       |         |  |        |        |
|  | 香里丘              | 1        |         |  |        |        |
|  |                     |          | 8月10日 |  |        |        |
|  | 大阪桐蔭            | 3        |         |  |        |        |
|  |                     | 履正社   | 9       |  |        |        |
|  | 8月9日：8回コールド |          |         |  |        |        |
|  | 履正社              | 11       |         |  |        |        |
|  | 信太                | 2        |         |  |        |        |

## 大阪代表による選手権大会優勝校
大阪代表校は、夏の選手権大会は合計14度の優勝（中等学校大会優勝1回）を誇る。1980年代までの優勝校はほとんどが私学7強に入っている高校である。
1. 第28回（1946年） - 浪華商業学校（初）
2. 第43回（1961年） - 浪商高等学校（旧 浪華商業学校・15年ぶり2度目）
3. 第45回（1963年） - 明星高等学校（初）
4. 第50回（1968年） - 興國高等学校（初）
5. 第60回（1978年） - PL学園高等学校（初）
6. 第65回（1983年） - PL学園高等学校（5年ぶり2度目）
7. 第67回（1985年） - PL学園高等学校（2年ぶり3度目）
8. 第69回（1987年） - PL学園高等学校（2年ぶり4度目、春夏連覇）
9. 第73回（1991年） - 大阪桐蔭高等学校（初）
10. 第90回（2008年） - 大阪桐蔭高等学校（北大阪代表・17年ぶり2度目）
11. 第94回（2012年） - 大阪桐蔭高等学校（4年ぶり3度目、春夏連覇）
12. 第96回（2014年） - 大阪桐蔭高等学校（2年ぶり4度目）
13. 第100回（2018年） - 大阪桐蔭高等学校（北大阪代表・4年ぶり5度目、春夏連覇）
14. 第101回（2019年） - 履正社高等学校（初）

## 学校別選手権大会出場回数
全国優勝、 準優勝。
| 出場               | 校名                     | 出場年度                                                                             |
| ------------------ | ------------------------ | ------------------------------------------------------------------------------------ |
| 17回               | PL学園高等学校           | 1962 1970 1971 1974 1976 1978 1983 1984 1985 1987 1995 1996 1998 2000 2003 2004 2009 |
| 13回               | 大阪桐蔭高等学校         | 1991 2002 2005 2006 2008 2012 2013 2014 2017 2018 2021 2022 2024                     |
| 13回               | 大阪体育大学浪商高等学校 | 1926 1930 1933 1940 1946 1947 1953 1955 1956 1958 1960 1961 1979                     |
| 10回               | 大阪府立市岡高等学校     | 1916 1918 1919 1921 1922 1924 1925 1929 1934 1940                                    |
| 08回               | 明星高等学校             | 1917 1920 1923 1963 1964 1967 1969 1972                                              |
| 06回               | 関西大学北陽高等学校     | 1966 1973 1980 1981 1994 1999                                                        |
| 05回               | 履正社高等学校           | 1997 2010 2016 2019 2023                                                             |
| 05回               | 近畿大学附属高等学校     | 1988 1992 1993 2008 2018                                                             |
| 04回               | 大阪府立八尾高等学校     | 1931 1932 1952 1959                                                                  |
| 03回               | 大阪府立芦間高等学校     | 1936 1938 1939                                                                       |
| 02回               | 東大阪大学柏原高等学校   | 2011 2025                                                                            |
| 02回               | 阪南大学高等学校         | 1965 1977                                                                            |
| 02回               | 興國高等学校             | 1968 1975                                                                            |
| 01回               | 大阪偕星学園高等学校     | 2015                                                                                 |
| 01回               | 金光大阪高等学校         | 2007                                                                                 |
| 01回               | 上宮太子高等学校         | 2001                                                                                 |
| 01回               | 関西大学第一高等学校     | 1998                                                                                 |
| 01回               | 大阪府立渋谷高等学校     | 1990                                                                                 |
| 01回               | 上宮高等学校             | 1989                                                                                 |
| 01回               | 近畿大学泉州高等学校     | 1986                                                                                 |
| 01回               | 大阪府立春日丘高等学校   | 1982                                                                                 |
| 01回               | 大阪府立寝屋川高等学校   | 1957                                                                                 |
| 01回               | 大阪府立泉陽高等学校     | 1954                                                                                 |
| 01回               | 大阪府立都島工業高等学校 | 1951                                                                                 |
| 01回               | 大阪府立泉大津高等学校   | 1950                                                                                 |
| 01回               | 大阪府立高津高等学校     | 1949                                                                                 |
| 01回               | 大阪府立天王寺高等学校   | 1948                                                                                 |
| 01回               | 東大阪市立日新高等学校   | 1935                                                                                 |
| 01回               | 大阪府立豊中高等学校     | 1928                                                                                 |
| 01回               | 大阪府立北野高等学校     | 1927                                                                                 |
| 前身校時代を含む。 |                          |                                                                                      |

## 放送体制

### NHK大阪放送局
NHK大阪放送局では、準決勝及び決勝戦を生中継で放映している。総合テレビは決勝戦（一部Eテレの場合あり）を、2024年までラジオ第1（一部FM放送の場合あり）は準決勝・決勝戦を放送していた（但し2008年は南北の決勝戦のみ放映）。また2009年より、デジタル総合テレビでも準決勝を中継した（アナログ総合テレビは通常の定時番組）。なお、NHKネットラジオ らじる★らじる（大阪）及び民放ラジオポータルサイトradiko（2018年の実験配信）では同時配信は行われない。かつては開会式も生中継又は録画で放映していたが、2008年を最後に2009年以降は放映されていない。
2020年の独自大会も準決勝を中継した。8月9日の準決勝の放送時には、NHK広島放送局で先行放送の後、同日に全国放送された同局制作番組『れいわのへいわソング』（全国放送時はNHK本部経由で送出）を差し替えたが、大阪局では同番組の振替枠が確保できなかったため、全国で唯一放送されなかった（近畿地方周辺県各局では放送された他、NHKプラスで配信された）。
2021年は東京オリンピックの中継と日程が重なったためテレビのみ決勝をサブチャンネルで中継する。ラジオでは中継されない。

### ABCテレビ
ABCテレビでは決勝戦を関西ローカルで、生中継で放送している（決勝戦は2012年まで、ABCラジオでも、中継していた。他に大阪府内のケーブルテレビ局にも配信され、コミュニティチャンネルで生中継されている。そのため、特に中継日が日曜日となった場合、本来ならばレギュラー編成に入っているはずの『新婚さんいらっしゃい!』→『あなたの代わりに見てきます!リア突WEST』を通常編成の系列局へ裏送りすることがある（2007年・2008年・2013年実施分は12:00からの『日曜笑劇場』→『プレミアムサンデー』を休止する代わりに通常より55分前倒し、1987年 - 1991年・1993年 - 1995年・2000年実施分はそれぞれ、中継終了後の遅れ放送となった2000年を除き日曜日での通常放送をいったん休止した代わりに決勝戦終了後1週間以内に改めて時差放送された。2016年・2017年実施分は11:55→12:00からの『ビートたけしのTVタックル』〈テレビ朝日制作〉を休止する代わりに前述した2番組を通常より55分前倒し）。かつては開会式と準々決勝、及び準決勝も放映していたが、2007年を最後に2008年以降は放送されていない。また開会式は、2007年まで大阪府内のケーブルテレビ局にも配信され、コミュニティチャンネルで生中継されていたが、2008年に後日録画で放映されたのを最後に、2009年以降は放送されなくなった。

### ケーブルテレビ（J:COM）
J:COMでは2015年に大阪府内のJ:COMチャンネルで開会式を当日の夜に配信する。また、豊中ローズ球場、久宝寺緑地野球場で行われる試合（両球場とも2・3回戦）を生中継する。2016年からは開会式と舞洲で行われる3回戦から準々決勝までの試合を生中継。2018年からは準決勝も生中継を行う。バーチャル高校野球でも配信される。